# Journey (band)

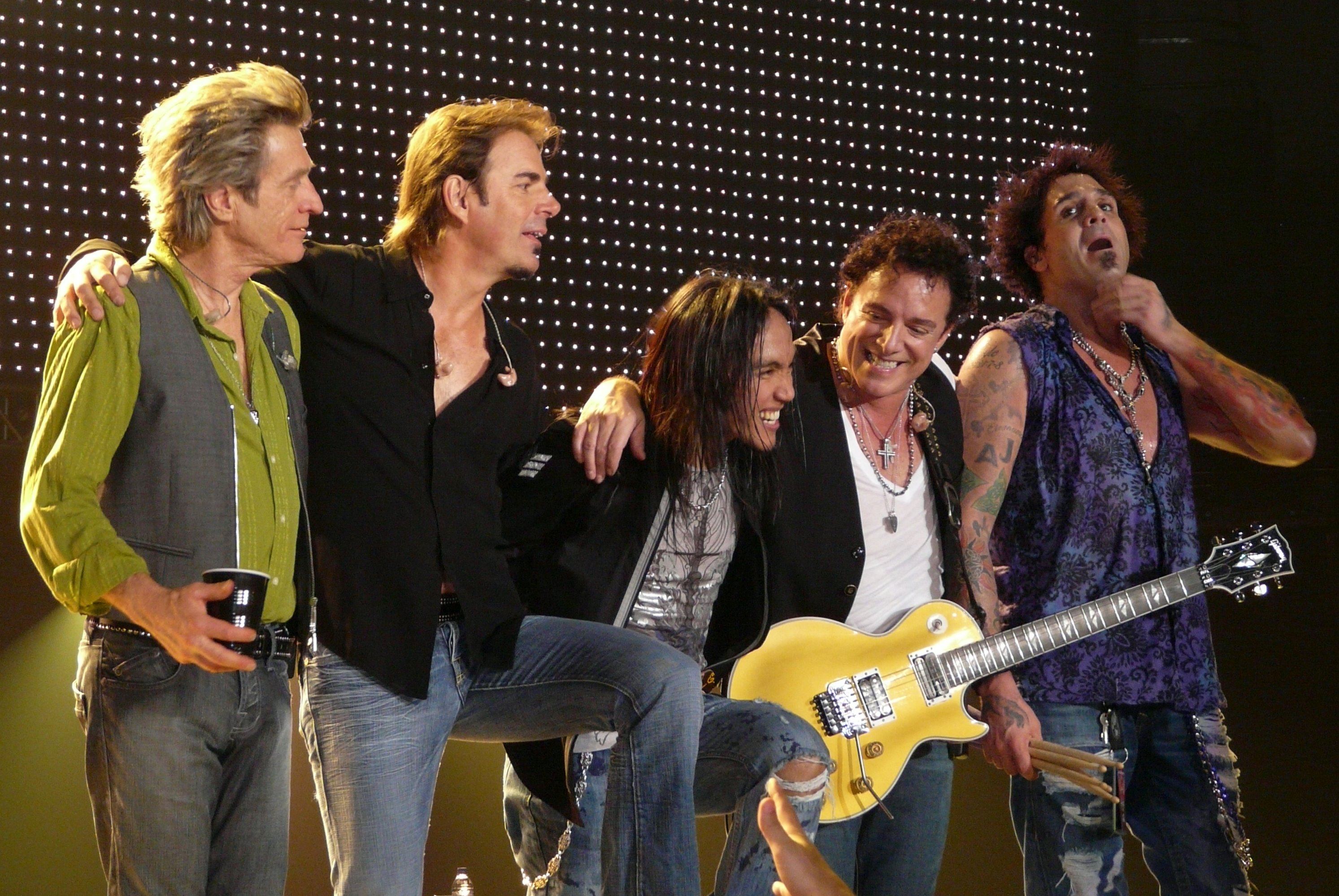
Journey in 2008

Journey is een Amerikaanse rockgroep die eind jaren zeventig en begin jaren tachtig veel succes had.

## Geschiedenis

### Het begin
De eerste ontmoeting van de leden van het latere Journey was in 1973 in San Francisco, daartoe aangemoedigd door de manager van Carlos Santana. De muziekgroep zou door het leven gaan als Golden Gate Rhythm Section. Die naam verwees naar de Golden Gate Bridge nabij San Francisco en de band zou gaan dienen als begeleidingsband van artiesten uit die omgeving. Een vergelijking met Atlanta Rhythm Section en Toto (bij Boz Scaggs) dringt zich op. Uit Santana kwamen gitarist Neal Schon en toetsenist/zanger Gregg Rolie. Daarbij werden gevoegd bassist Ross Valory en ritmegitarist George Tickner, beiden afkomstig uit Frumious Bandersnatch. De eerste drummer werd Prairie Prince uit The Tubes. Het idee van een begeleidingsband werd al snel losgelaten en ze gingen een soort fusion spelen. De naam van de band bleek niet aan te slaan en een roadie kwam met het idee voor de nieuwe naam: Journey. Het eerste optreden als Journey vond plaats op 31 december 1973. Vlak daarna stapte Prairie Prince op. Omdat er andere optredens genoteerd stonden werd snel een nieuwe drummer aangetrokken. Aynsley Dunbar, die eerder speelde bij John Lennon en Frank Zappa, nam achter de kit plaats. Het eerste optreden in wat de eerste samenstelling van Journey wordt genoemd vond plaats op 5 februari 1974 en de band sleepte een platencontract binnen. Columbia Records, niet geheel toevallig ook het platenlabel van Santana ging hun langspeelplaten uitgeven.
Het eerste album kwam in 1975 en liet een voor die tijd verfrissend geluid horen. Het zwakke punt was de zang van Rolie, maar er waren lange instrumentale stukken. George Thickner verliet de band al snel. Look into the future (album nr. 2) kwam in 1976, maar de verkoopcijfers waren nog niet bijster hoog. Wel trad Journey tijdens de Europese toer op in het voorprogramma van (alweer) Santana. Schon, Valory en Dunbar namen zanglessen om een betere balans in de zang te krijgen en met Next klonk de zang beter.

### Andere koers
De verkoopcijfers van de Journey-albums bleven tegenvallen en het platenlabel zag dat met lede ogen aan. Ze wilden een wijziging in de muzikale koers. Gregg Rolie werd min of meer de zondebok: zijn stem was te zwak om de muziek van Journey te dragen. In eerste instantie werd gekozen voor Robert Fleischman en de muziek moest opschuiven richting Foreigner en Boston. In 1977 gingen de heren op toer en hadden succes met de liveversie van Wheel in the sky, maar de fans van het eerste uur zagen Fleischman niet staan. Er werd al snel afscheid genomen, reden: muzikale meningsverschillen. Opnamen van Infinity moesten grotendeels over. Sommige liedjes van Fleischman verschenen nog wel op het album. Andere opnamen verschenen later op verzamelalbum Time 3.
De volgende zanger die kwam opdraven had meer succes. Steve Perry zong Infinity in en het album werd een succes. De wat hese maar stevige stem van Perry deed wonderen. Een volgend vertrek kondigde zich aan: drummer van (net na) het eerste uur Aynsley Dunbar werd of ontslagen of stapte zelf op omdat hij zich niet kon verenigen met de nieuwe koers. Hij had echter snel genoeg weer werk: hij schoof aan bij Jefferson Starship. Steve Smith, eigenlijk een jazzdrummer opgeleid aan de Berklee College of Music, nam plaats achter de drumkit. Het eerste album in die samenstelling werd een schot in de roos: Evolution haalde de Billboard 100 en er kwamen ook hits met Any way you want it.
Tijdens de tour behorende bij Departure werden opnamen gemaakt, die voor een deel verschenen op Captured. Daarna verscheen een soundtrack alleen in Japan: Dream, after dream (wellicht ook in de Verenigde Staten). Na die tour en soundtrack verloor de band alweer een lid van het eerste uur: Gregg Rolie vertrok en werd even vervangen door Steve Roseman, maar Rolie hielp Journey aan een nieuw permanent lid. Jonathan Cain, afkomstig uit The Babys, zou voortaan de toetsinstrumenten bespelen.

### Succes en neergang
Met de komst van Cain kwamen ook de grote successen, voornamelijk in de Verenigde Staten, maar langzamerhand ook in Europa. In de VS komen albums en singles in de hoogste regionen van de Amerikaanse album- en singlelijsten met een uitschieter voor album Escape dat een week de Amerikaanse albumlijst mocht aanvoeren. De muziek van Journey werd gebruikt bij reclame voor Budweiser bier en voor een computerspelletje genaamd Journey. Toch was niet iedereen gelukkig met het ontwikkelde geluid, muziekcritici en met name die van het muziekblad Rolling Stone, vonden het niets. In weerwil daarvan had ook album Frontiers groot succes in de Verenigde Staten, gevolgd door weer een hele rij goed verkopende singles. Journey werd zo populair dat het alleen nog kon optreden in stadions. Tijdens een concert in JFK Stadium te Philadelphia (Pennsylvania) waren 80.000 fans aanwezig.
Het grote succes sloeg op de band terug en ondanks hun muzikale bijdrage Only the young, het openingsnummer van de film Vision Quest uit 1985 (met daarin een bijrol voor Madonna), raakten de bandleden een beetje op elkaar uitgekeken en Steve Perry en Neal Schon begonnen soloalbums op te nemen. Gedurende de periode 1982-1985 verscheen een aantal soloalbums die commercieel nauwelijks succes hadden. In 1985 kwamen de heren weer bij elkaar om te beginnen aan Freedom. Perry had toen de touwtjes stevig in handen en hij zorgde ervoor dat eerst Ross Valory vertrok en vervolgens Steve Smith. Toen het album uiteindelijk uitkwam bleek Smith nog even mee gedrumd te hebben; Valory wordt niet meer genoemd. Het ritmeduo werd vervangen door studiomusici en het album liet een vlakker geluid horen; de scherpe randjes waren er door Perry uitgemixt. Toch had Raised on radio nog groot succes in de Verenigde Staten. Een daarna gestarte tournee haalde zijn eind niet: Perry had er geen zin meer in. Het was (voorlopig) afgelopen met Journey:
- Schon en Cain richtten samen met andere ex-leden van de The Babys-muzikanten Bad English op (1988-1991).
- Cain startte een solocarrière.
- Schon startte na Bad English Hardline 1991 en ging toeren met Paul Rodgers.
- Smith pakte een oude hobby op, jazzdrummen in Vital Information en Steps Ahead en speelde vervolgens met Valory en oud-Journeylid Gregg Rolie in The Storm.

Platenlabel CBS molk inmiddels de oude successen van Journey steeds verder uit door het uitgeven van verzamelalbums. Dat CBS gelijk had in de populariteit van de band bleek uit de hoge verkoopcijfers van het Greatest Hits album uit 1988: er gingen miljoenen van over de toonbank.

### Reünie
In 1996 kwam de band in de bezetting van begin jaren 1980 weer samen om Trial By Fire op te nemen. Na een onderbreking kwamen ze in 1998 weer samen met Steve Augeri (voormalig zanger van de hard-melodic rockband Tyketto) in plaats van Steve Perry en Deen Castronovo in plaats van Steve Smith voor hun Vacation's Over tour. Ook namen ze een nummer op voor de Soundtrack van de blockbuster film "Armageddon" genaamd "Remember Me". In 2001 kwam het eerste album in deze samenstelling uit, genaamd Arrival en hadden ze succes met hun Arrival 2001 World Tour. Deen Castronovo nam bij verscheidene nummers ook de zang waar.
Op 11 juni 2006 waren ze voor het eerst na 28 jaar weer in Nederland (laatste keer was in 1978 op Pinkpop) en stonden ze op de bühne van het het Arrow Rock Festival in Lichtenvoorde met als leadzanger Steve Augeri. Augeri kreeg eind 2006 last van een zware keelontsteking en moest de band midden in een tour verlaten. Hij werd vervangen door Jeff Scott Soto. Deze verliet Journey weer na minder dan een jaar. Zijn vervanger werd de Filipijnse zanger Arnel Pineda. Pineda werd ontdekt op YouTube door Neal Schon. Schon kwam toevallig terecht op de site en hoorde Pineda, met zijn toenmalige band The Zoo, Journey's hit Faithfully coveren. In december 2007 werd Pineda gevraagd bij de band te komen.
Op 15 juni 2008 traden ze voor de tweede keer op op het Arrow Rock Festival maar nu in Nijmegen en voor het eerst in Nederland met Pineda als zanger.
Op 17 juni 2009 gaf Journey een optreden in de HMH te Amsterdam. en op 8 juli 2011 stonden ze op Bospop in Weert (Limburg).
George Tickner overleed 5 juli 2023 en werd 76 jaar oud.

## Huidige bezetting
- Neal Schon – gitaar, zang (1973–heden)
- Ross Valory – bass, zang (1973–1985, 1995–heden)
- Jonathan Cain – keyboard, gitaar, zang (1980–heden)
- Deen Castronovo – drums, zang (1998-2015; 2021–heden)
- Arnel Pineda – zang (2007–heden)

## Discografie

### Albums
| Album met eventuele hitnotering(en) in de Nederlandse Album Top 100 | Datum van verschijnen | Datum van binnenkomst | Hoogste positie | Aantal weken | Opmerkingen               |
| ------------------------------------------------------------------- | --------------------- | --------------------- | --------------- | ------------ | ------------------------- |
| Journey                                                             | 1975                  | -                     |                 |              |                           |
| Look into the future                                                | 1976                  | -                     |                 |              |                           |
| Next                                                                | 1977                  | -                     |                 |              |                           |
| Infinity                                                            | 1978                  | -                     |                 |              |                           |
| Evolution                                                           | 1979                  | -                     |                 |              |                           |
| Departure                                                           | 1980                  | -                     |                 |              |                           |
| Captured                                                            | 1981                  | -                     |                 |              | Livealbum                 |
| Escape                                                              | 1982                  | 06-02-1982            | 32              | 11           |                           |
| Frontiers                                                           | 1983                  | -                     |                 |              |                           |
| Raised on radio                                                     | 1986                  | -                     |                 |              |                           |
| Greatest hits                                                       | 1988                  | -                     |                 |              | Verzamelalbum             |
| Time 3                                                              | 1992                  | -                     |                 |              | 3 CD Box                  |
| Trial by fire                                                       | 1996                  | 02-11-1996            | 47              | 6            |                           |
| Greatest hits live                                                  | 1998                  | -                     |                 |              | Verzamelalbum / Livealbum |
| Armageddon the album                                                | 1998                  | -                     |                 |              |                           |
| Arrival                                                             | 2001                  | -                     |                 |              |                           |
| Red 13                                                              | 2002                  | -                     |                 |              |                           |
| Generations                                                         | 2005                  | -                     |                 |              |                           |
| Revelation                                                          | 06-06-2008            | 14-06-2008            | 51              | 6            |                           |
| Eclipse                                                             | 27-05-2011            | 04-06-2011            | 44              | 3            |                           |

### Singles
| Single met eventuele hitnotering(en) in de Nederlandse Top 40 | Datum van verschijnen | Datum van binnenkomst | Hoogste positie | Aantal weken | Opmerkingen                   |
| ------------------------------------------------------------- | --------------------- | --------------------- | --------------- | ------------ | ----------------------------- |
| Don't stop believin'                                          | 1982                  | 16-01-1982            | tip14           | -            | #50 in de Nationale Hitparade |
| Open arms                                                     | 1982                  | 13-03-1982            | tip17           | -            |                               |
| Only the young                                                | 1985                  | 09-03-1985            | tip20           | -            |                               |
| Don't stop believin'                                          | 2010                  | -                     |                 |              | #68 in de B2B Single Top 100  |

### Dvd's
| Dvd's met hitnoteringen in de Nederlandse Music Top 30 | Datum van verschijnen | Datum van binnenkomst | Hoogste positie | Aantal weken | Opmerkingen |
| ------------------------------------------------------ | --------------------- | --------------------- | --------------- | ------------ | ----------- |
| Live in Manila                                         | 2010                  | 20-02-2010            | 17              | 2            |             |

### NPO Radio 2 Top 2000
| Nummers met noteringen in de NPO Radio 2 Top 2000 | '12 | '13 | '14 | '15  | '16 | '17 | '18 | '19 | '20 | '21 | '22 | '23 | '24 |
| ------------------------------------------------- | --- | --- | --- | ---- | --- | --- | --- | --- | --- | --- | --- | --- | --- |
| Don't Stop Believin'                              | 385 | 251 | 282 | 209  | 209 | 198 | 162 | 122 | 106 | 109 | 104 | 105 | 82  |
| Open Arms                                         | -   | -   | -   | 1818 | -   | -   | -   | -   | -   | -   | -   | -   | -   |

1. ↑  Een '-' betekent dat het nummer niet was genoteerd en een vetgedrukt getal geeft de hoogste notering van een nummer aan.
2. ↑  2012 was het eerste jaar met een notering voor Journey.

- Bibsys: 6054435
- Bibliothèque nationale de France: cb139043091 (data)
- Gemeinsame Normdatei: 1217812-3
- International Standard Name Identifier: 0000 0001 1551 1100
- Library of Congress Control Number: n84123273
- MusicBrainz: abd506e1-6f2b-4d6f-b937-92c267f6f88b
- Nationale Bibliotheek van Tsjechië: osa2010582318
- Nationale bibliotheek van Australië: 35328652
- Système universitaire de documentation: 077721543
- Trove: 913429
- Virtual International Authority File: 142145970109132251045